# Geoistorie
Geoistoria este disciplina istorică ce studiază realitățile geopolitice din trecut.